# 新田早規
新田早規（日语：新田 早規，1990年8月2日—2022年2月6日），日本女性配音員。出身於北海道苫小牧市。

## 生平
2011年畢業於AMUSEMENT MEDIA綜合學院聲優藝人學科。2013年4月1日成為81 Produce Jr.所屬。
2022年2月6日因左三角腦膜瘤去世，年僅31歲。
擅長方言：北海道方言。興趣、特長：食品模型蒐集、氣球藝術。

## 演出作品
※粗體字表示說明飾演的主要角色。

### 電視動畫
2012年
- 爆TECH！爆丸（觀眾A）

2013年
- KILL la KILL（帕庫里、河豚原愛善坊、吹奏樂社社員、大阪的阿姨A）
- THE UNLIMITED 兵部京介（小孩）
- 斯特拉女学院高等科C3部（明星學生）
- 探險托里蘭托 -千年真寶-（男學生）
- 魔鬼戀人（女學生）
- 野獸傳奇（小公猴B）
- 神奇寶貝超級願望 Season 2（詛咒娃娃）
- 飆速宅男（2013－2018，福利社大嬸、今泉俊輔〈幼年時代〉、小雪、機場廣播、觀眾 等）4系列

2014年
- 團地友夫（小學生B）

2015年
- 境界之輪迴（馬口鐵護士、女子D）

2016年
- 宇宙巡警露露子（學生星人）
- 制約之絆（大嬸A）
- D.Gray-man HALLOW（布里吉特·費伊、加什·都卜勒）
- 決鬥大師（2016－2020，博人、 等）3系列[7]
- 魔奇少年 辛巴達的冒險（小孩A）
- 我太受歡迎了，該怎麼辦？（六見一馬〈少年時期〉）

2017年
- 從前有座靈劍山 通往叡智的資格（小孩）
- ElDLIVE宇宙警探（梅爾普爾星人、賈康星人）
- 狐妖小红娘（古小貝）
- 偶像活動Stars！（小孩）
- URAHARA（街頭女性）
- 夢幻慶典！R（粉絲）

2018年
- 輕觸小發明 PIKACHIN-KIT（日语：ポチっと発明 ピカちんキット）（2018－2019，朋友機器人、女子B、兄、玩家C）
- POP TEAM EPIC（信徒）
- MAJOR 2nd（圓谷、佐藤光的母親、虹丘Beatles 桶川、廣播）
- 小貓奇奇 毛絨絨大旅行（小孩A）
- 千銃士（小孩）
- RErideD -穿越時空的德理達-（哈德森太太、秘書AI〈瑪莉〉、車載AI）
- 索斯機械獸WILD（小孩）
- 名偵探柯南（吉田佑斗）

2019年
- KIRA KIRA HAPPY★ 打開吧！見習神仙精靈（高志、怜央）

2020年
- 卡片鬥爭!! 先導者 (2018年版)（小孩）

2021年
- 迷宮標記者（小孩B）

### OVA
2014年
- 球場幻想曲Stella（日语：ファンタジスタ (漫画)#アニメ）（小孩）

### 電影動畫
2015年
- 劇場版 飆速宅男（女高中生）

2018年
- （中年女性〈大嬸〉[8]）

### 網路動畫
2019年
- 戰鬥陀螺 爆烈世代 G（小孩）
- （犬、仙杜瑞拉、浦島太郎 等）

2021年
- 戰鬥陀螺 爆烈世代 DB（少年）

### 遊戲
2015年
- XUCCESS HEAVEN（天地仁美、艾瑞克·班福德[9]）
- 千姬大亂鬥（柴田勝家[10] 等）
- 大正×對稱愛麗絲（日语：大正×対称アリス）

2016年
- 俺塔 -Over Legend Endless Tower-（日语：俺タワー -Over Legend Endless Tower-）（[11]、騷音計[12]）
- 逆轉奧賽羅尼亞（日语：逆転オセロニア）

2017年
- 再見吧武器（馬埃勒[13]）

2018年
- 神魔召喚GS（莉歐涅）
- 未來卡片 戰鬥夥伴 誕生！我們的最強搭檔！（Burn／Burn Bond Dragon[14]）
- 實況野球2018（日语：実況パワフルプロ野球2018）（多目口疾風[15]）

2019年
- 問答RPG 魔法使與黑貓維茲（吉娜·布魯[16]）

2020年
- 迪士尼 扭曲仙境（蘇尼庫）
- 最終幻想VII 重製版
- 東方LostWord
- （柴田勝家、島津義弘[17]）
- 刺客教條：維京紀元（阿沃爾〈幼年時期〉）

### 廣播劇CD
- Dolls×Magnolia 聯名廣播劇CD

### BLCD
- （敦志〈幼年時期〉）
- （林、藥劑師[18]）

### 廣播劇
- BeeTV
  - Cosplay☆Animal（日语：コスプレ☆アニマル）（2010年，女學生）
  - 今天開始談戀愛（2011年，女學生）

### 外語配音

#### 電影／電視影集／動畫
| 作品年份 | 作品名稱                  | 配演角色                             | 演員             | 媒介                   |
| -------- | ------------------------- | ------------------------------------ | ---------------- | ---------------------- |
| 2002     | 麻辣女孩                  | 韋德·羅德〈配音〉                    | 蒙特瑟·赫南德斯  | 迪士尼頻道版           |
| 2009     | 傻瓜                      | 具敏芝                               | 李清娥           | BS富士版               |
| 2010     | 少年正義聯盟              | 拉奎爾 等〈配音〉                    | －               | Cartoon Network版      |
| 2012     | 終極蜘蛛人大戰邪惡六人組  | 其他角色〈配音〉                     | －               | 東京電視台版           |
| 2012     | 熊熊遇見小小鼠            | 美露莘〈配音〉、三姊妹的媽媽〈配音〉 | －               | DVD版本                |
| 2013     | 小公主蘇菲亞              | 奧克塔維奧〈配音〉                   | 楊昇德           | 東京電視台版           |
| 2013     | 瞞天大佈局                | －                                   | －               | 影碟版本               |
| 2015     | 迷失奧茲國                | 蘭德維爾公主〈配音〉                 | 吉娜·葛森        | Amazon Prime Video頻道 |
| 2015     | 卡片王子大暴走            | 艾維爾〈配音〉                       | 坎迪·米洛        | Cartoon Network版      |
| 2016     | 小獅王守護隊              | 杜哥〈配音〉                         | 雅各布·根瑟      | 迪士尼頻道版           |
| 2016     | 動物方城市                | 惡霸綿羊〈配音〉                     | －               | 劇院公映版本           |
| 2016     | 搖滾教室 (2016年電視影集) | 麥蒂·韋恩                            | 潔娜雅·沃爾頓    | NHK教育版              |
| 2016     | 無罪證明                  | 東玄                                 | 金香起           | DVD版本                |
| 2016     | 艾蓮娜公主                | 艾薇昂〈配音〉                       | －               | 迪士尼頻道版           |
| 2016     | 路易的第九條命            | 路易斯·德拉克斯                      | 艾登·朗沃思      | DVD版本                |
| 2017     | 魔女之家                  | 布克·巴克斯特·卡特                   | 艾薩克·瑞安·布朗 | 迪士尼頻道版           |
| 2017     | 可可夜總會                | 羅莎·里維拉〈配音〉                  | 蒙特瑟·赫南德斯  | 劇院公映版本           |
| 2018     | 宿怨                      | 布里奇特                             | 馬洛里·貝希特爾  | 劇院公映版本           |
| 2018     | 15:17 巴黎列車            | 亞力克·斯卡拉托斯〈11－14歲〉        | 布萊斯·葛薩爾    | 劇院公映版本           |
| 2018     | 復仇者同盟：時限之戰      | 小紅帽                               | 伊莉莎白·艾琳    | DVD版本                |
| 2018     | 百日的郎君                | －                                   | －               | NHK BS Premium版       |
| 2018     | 幸福綠皮書                | 弗蘭基·瓦萊隆加                      | 加文·萊爾·佛利   | 劇院公映版本           |
| 2018     | 藍髮女孩進城記            | 瑪拉〈配音〉                         | －               | Netflix頻道            |
| 2018     | 愛出走                    | 娜奧米·理查茲                        | 艾瑪·達西        | Netflix頻道            |
| 2019     | 高草魅聲                  | 托賓·洪堡                            | 小威爾·布伊      | Netflix頻道            |

### 電視節目
NHK教育
- （前田淳代）
- （ 等）

其它電視台
- 聲優戰隊VoiceStorm7（日语：声優戦隊ボイストーム7）（女社員，日本電視台）

### 旁白
NHK系列
- （NHK綜合）
- 漫步世界街道（NHK）

TBS電視網
- NIPPON！歷史鑑定（日语：にっぽん!歴史鑑定）（BS-TBS）
- 日立 發現世界不可思議的地方！（日语：日立 世界・ふしぎ発見!）（TBS）

其它電視台
- 世界最想上的課（日语：世界一受けたい授業）（日本電視台）

- OAT Agrio（日语：OATアグリオ）
- NEXT TALES OF…

### 舞台
- 初戀企劃第二回公演（齊藤圓）
- 初戀企劃第三回公演（商店店員）

### 其它
- 雞冠蒙面（日语：サブイボマスク）（新娘）

## 腳註

## 外部連結
- 81 Produce公式官網專設已故聲優資歷簡介 （页面存档备份，存于） （日語）
- 新田早規的X（前Twitter） （日語）